# Секст Квинтилий Кондиан (консул 180 г.)
Секст Квинтилий Кондиан (на латински: Sextus Quintilius Condianus; * Александрия Троада; † 182, Рим) е политик и сенатор на Римската империя през 2 век.

## Биография
Кондиан произлиза от Александрия Троада до Троя в провинция Мала Азия. Син е на Секст Квинтилий Валерий Максим (консул 151 г.).
През 177/178 – 179 г. той е легат в Долна Панония. През 180 г. Кондиан е консул заедно с Гай Брутий Презенс. Той е убит през 182 г. от император Комод.
Руините на тяхната вила на Квинтилиите, посторена през 150 г., стоят на Виа Апиа извън Рим.